# George et Charles Finn
George et Charles Finn, surnommés les jumeaux calculateurs (calculating twins), sont des frères jumeaux autistes devenus célèbres dans les années 1960 aux États-Unis grâce à leurs compétences dans le calcul calendaire. Capables d'identifier le jour d'une date précise du calendrier sur une plage de 80 000 ans, ils disent également se souvenir de la météo de chacun des jours de leur vie,. À l'âge de 24 ans, leur QI était pourtant estimé entre 60 et 70.
Une anecdote les concernant, rapportée par le médecin britannique Oliver Sacks — selon Daniel Tammet — a contribué à propager le cliché du génie autiste. Ces deux frères jumeaux auraient fait tomber des allumettes d'un chapeau, avant de déclarer qu'il y en avait 111, presque instantanément. Ce chiffre correspondait bien au nombre d'allumettes. Lorsque Sacks leur demanda comment ils avaient fait, ils dirent ne pas avoir réellement calculé la réponse, mais l'avoir vue leur apparaître. La véracité de cette anecdote a depuis été mise en doute : ces allumettes appartenant préalablement aux deux frères, ils ont pu les compter avant.

### Vidéographie
- 60 Minutes ; Manufacturing Intellect, « Savants and Genius: A Wonderful Mystery documentary (1983) », 24 octobre 2017 (consulté le 21 février 2025)